# Moineau de Shelley
Espèce
Statut de conservation UICN

 LC LC : Préoccupation mineure
Le Moineau de Shelley (Passer shelleyi) est une espèce d'oiseaux de la famille des Passeridae, souvent considérée comme un sous-espèce du Moineau roux (Passer rufocinctus) elle-même parfois considérée comme une sous-espèce du Grand Moineau (Passer motitensis).

## Répartition
Son aire fragmentée s'étend de l'Ouganda au Somaliland.